# ملک تاج‌الدین
ملک تاج الدین تنها پسر ملک قطب الدین بود. هنگام سلطنت پدر، حاکم ولایت اوق بود. تاج الدین به جای پدر به تخت سیستان نشست. او با حسن صورت و سیرت بود؛ اما در سیاست توانا نبود. شاهزاده عزالدین پسر ملک رکن الدین از شاهزاده محمود نوه ملک نصیر الدین برای سلطنت حمایت می‌کرد. بالاخره در تاریخ دوشنبه دوازده ربیع‌الاول ۷۵۱ ه. ق ملک تاج الدین را از سلطنت خلع کردند. تاج الدین به کرمان رفته و سپس به هرات نزد ملک حسین رفت. ملک حسین لشکری ترتیب داد تا همراه او به نیمروز بفرستد؛ اما شاه قراخان ناگاه به هرات حمله کرد. در این نبرد، ملک تاج الدین فرماندهی قلب سپاه هرات را بر عهده گرفت. لشکر هرات شکست خورد و ملک تاج الدین به دست قراخانیان کشته شد.